# 다성음악

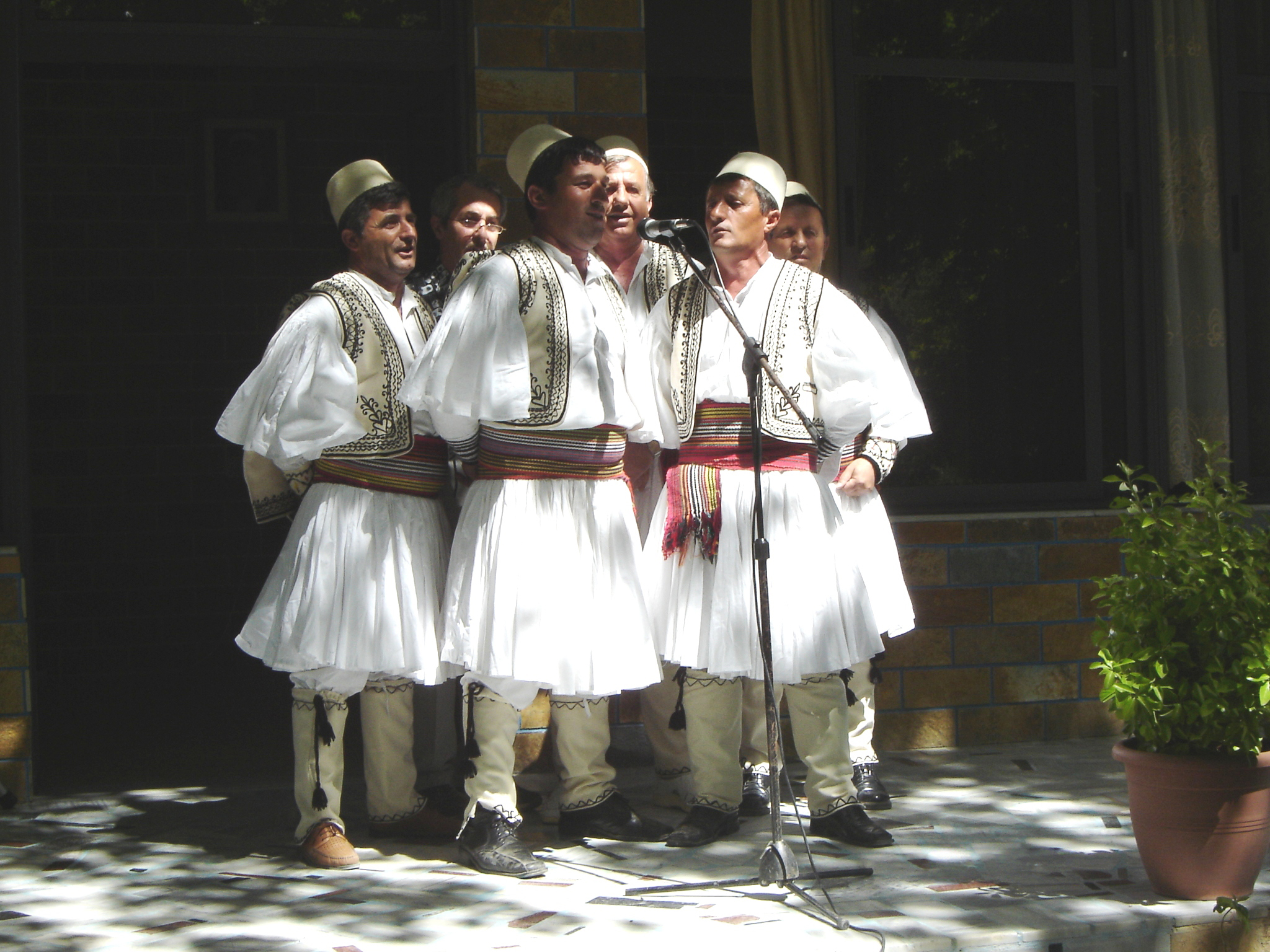
알바니아의 민속음악, 아이소 폴리포니(Iso Polyphony)

음악에서 다성음악(polyphony,폴리포니)은 독립적인 멜로디가 둘 이상의 라인에 동시에 구성되는 어우러짐의 일종으로, 하나의 소리만을 지닌 단성음악, 그리고 화음이 수반되는 멜로디의 어우러짐의 일종인 화성음악과는 반의어이다.
서양 음악 전통의 문맥 속에서 다성음악이라는 용어는 일반적으로 중세 및 르네상스 후기 음악을 가리킨다. 다성음악으로 부를 수 있는 푸가 등의 바로크 형태는 대위법으로 대신 기술되는 것이 보통이다.
다성음악이라는 용어는 모노폴리가 아닌 어우러짐을 기술하기 위해 더 광의적인 표현으로 사용되기도 한다. 이러한 관점은 호모포니를 다성음악의 아류형으로 간주한다.

## 기원
전통적인(프로페셔널이 아닌) 다성음악은 전 세계 여러 민족 가운데에서 두루 관찰된다.
대부분의 모노폴리 지역은 사하라 이남 아프리카, 유럽, 오세아니아에 위치해 있다. 전통 음악의 다성음악의 기원은 유럽의 프로페셔널 음악의 다성음악의 출현보다 앞선다. 현재 보컬 다성음악의 기원의 문제에 대한 2가지 상반된 접근방법이 존재한다: 문화적 모델(Cultural Model), 진화적 모델(Evolutionary Model). 문화적 모델의 경우 다성음악의 기원은 인간의 음악 문화의 발달과 연관된다. 다성음악의 전통은 점층적으로 모노폴리 전통을 대체하는 방향으로 흘렀다는 의미이다. 진화적 모델의 경우 다성음악 흔적의 기원은 훨씬 더 심오하며 더 초기의 인류진화단계에 연결된다. 다성음악은 인류의 방어체계의 중요한 부분이었으며 다성음악의 전통은 점차 전 세계적으로 사라져갔다는 것이다.:198–210